# Parafia Matki Bożej Saletyńskiej w Olsztynie
Parafia Matki Bożej Saletyńskiej w Olsztynie – rzymskokatolicka parafia w Olsztynie, należąca do archidiecezji warmińskiej i dekanatu Olsztyn Północ. Została utworzona 1 września 1988. Kościół parafialny mieści się przy ulicy Morskiej. Parafię prowadzą księża Misjonarze Matki Bożej z La Salette. Od 2022 proboszczem parafii jest ks. Grzegorz Ozga MS. 